# آینو آلتو
 آینو آلتو (فنلاندی: Aino Maria Aalto؛ ۲۵ ژانویهٔ ۱۸۹۴ – ۱۳ ژانویهٔ ۱۹۴۹) یک معمار، و طراح اهل فنلاند بود.
در سال 1925 با بزرگترین معمار فنلاند، آلوار آلتو ازدواج کرد. آن‌ها ماه عسل را در شمال ایتالیا سپری کردند. این سفر در طراحی‌های آیندهٔ آلتوی دوستدار ایتالیا بسیار تأثیر گذاشت. آینو مهم‌ترین همکار آلتو بود و در طراحی گلدان مشهور آلتو- با نام‌های دیگری از جمله savoy vase، en:Aalto Vase و آینو- با وی همکاری کرد.